# ميتشيهيسا داتي
ميتشيهيسا دَتي (باليابانية: 伊達 倫央) (22 أغسطس 1966 في شيزوكا في اليابان – )؛ هو لاعب كرة قدم ياباني سابق كان يلعب كمدافع.

## وصلات خارجية
- ميتشيهيسا داتي على موقع رابطة كرة القدم اليابانية للمحترفين (اليابانية)
- ميتشيهيسا داتي على موقع عالم كرة القدم.نت (الإنجليزية)